# Old Ideas
Old Ideas és el dotzè àlbum d'estudi del cantautor canadenc Leonard Cohen, aparegut el gener de 2012. Fou l'àlbum de Cohen que més amunt ha arribat a les llistes de vendes dels Estats Units, concretament al número 3 del Billboard 200, mentre que va arribar al número u en 11 països. Va aparèixer 44 anys després de Songs of Leonard Cohen, el primer àlbum de l'autor. Després de publicar l'àlbum, Cohen va iniciar una gira mundial que el va portar a Barcelona el mes d'octubre de 2012.

## Recepció
L'àlbum va rebre crítiques molt positives de manera general, com a la revista Rolling Stone, entre molts altres.

## Llista de temes
1. Going Home (3:51). Leonard Cohen, Patrick Leonard
2. Amen (7:36). Cohen
3. Show Me the Place 4:09). Cohen, Leonard
4. Darkness (4:30). Cohen
5. Anyhow (3:09). Cohen, Leonard
6. Crazy to Love You (3:06). Cohen, Anjani Thomas
7. Come Healing (2:53). Cohen, Leonard
8. Banjo (3:23). Cohen
9. Lullaby (4:46). Cohen
10. Different Sides (4:06). Cohen